# Carlos Valdes
Carlos Valdes (Cali, 1989. április 20. –) kolumbiai-amerikai színész.

## Élete és pályafutása
1989. április 20-án született Caliban, Kolumbiában. Amikor ötéves volt, Miamiba költözött, 12 éves korában pedig Mariettába. A University of Michigan's School of Musicba járt egyetemre. A diploma után nem sokkal szerepet kapott a The Wedding Singer és a High School Music című színházi előadásokban. Karrierje kezdetén Carlos előadásokat adott elő és készített a StarKid Productions-zel.

## Filmográfia
| Év        | Magyar cím        | Eredeti cím                         | Szerep             | Megjegyzések                                           |
| --------- | ----------------- | ----------------------------------- | ------------------ | ------------------------------------------------------ |
| 2014–2018 | A zöld íjász      | Arrow                               | Cisco Ramon / Vibe | 6 epizód                                               |
| 2014–2021 | Flash – A Villám  | The Flash                           | Cisco Ramon / Vibe | - főszereplő (1–7. évad) - magyar hangja: Czető Roland |
| 2015–2016 |                   | Vixen                               | Cisco Ramon / Vibe | websorozat (7 epizód)                                  |
| 2016      |                   | The Flash – Chronicles of Cisco     | Cisco Ramon / Vibe | websorozat (4 epizód)                                  |
| 2016–2017 | A holnap legendái | Legends of Tomorrow                 | Cisco Ramon / Vibe | - 3 epizód - magyar hangja: Czető Roland               |
| 2016–2018 | Supergirl         | Supergirl                           | Cisco Ramon / Vibe | 3 epizód                                               |
| 2017      |                   | Freedom Fighters: The Ray           | Cisco Ramon / Vibe | websorozat (8 epizód)                                  |
| 2020      |                   | Wayward Guide for the Untrained Eye | Dr. Henry Edwards  | websorozat (9 epizód)                                  |
| 2022      |                   | Gaslit                              | Paul Magallanes    | minisorozat (6 epizód)                                 |
| 2023      | Itt fenn          | Up Here                             | Miguel             | 8 epizód                                               |